# هاري ريدناب
هاري ريدناب (بالإنجليزية: Harry Redknapp) مدرب إنجليزي لكرة القدم ولد في 2 مارس 1947. قام ريدناب بتدريب نادي بورنموث ثم وست هام يونايتد ثم نادي بورتسموث ثم نادي ساوثهامبتون ومن ثم عاد لتدريب نادي بورتسموث مرة أخرى إلى أن قدم له نادي توتنهام هوتسبر عرضاً لتولي مهام التدريب، ثم أقيل من نادى توتنهام هوتسبر ليتولى أندرياس بواش مهام التدريب مكانه بعد أن تمكن من الحصول على المركز الرابع في الدورى الأنجليزى الممتاز والمؤهل إلى دورى أبطال أوروبا ألا ان نادى تشيلسى حقق بطولة الدورى الأبطال في ذلك العام وتأهل مباشرة للنسخه التالية رغم أحتلاله المركز الخامس في بطولة الدورى الأنجليزي الممتاز، أوكلت له مهمة إنقاذ نادى كوينز بارك من شبح الهبوط في موسم 2012/2013 إلا أنه فشل؛ وبرغم من ذلك قرر النادى الأحتفاظ بخدماته ليقود نادى كوينز بارك في دوري الدرجة الثانية لموسم 2013/2014. في آذار 2016 تعاقد معه الاتحاد الأردني لكرة القدم لتدريب المنتخب الأول خلفا للهولندي بول بوت الذي أقيل بسبب مشاكل قانونية في بلده الأم.
لدى ريدناب صلة قرابة مع نجمين من نجوم الدوري الإنجليزي. فعلى سبيل المثال هو والد جيمي ريدناب نجم نادي ليفربول وتوتنهام هوتسبر والذي كان تحت قيادة والده أثناء توليه تدريب ناديي بورتسموث وساوثهامبتون. بالإضافة إلى فرانك لامبارد الذي لعب تحت قيادته أثناء توليه مهام التدريب في وست هام يونايتد.